# 로버트 앨런 달

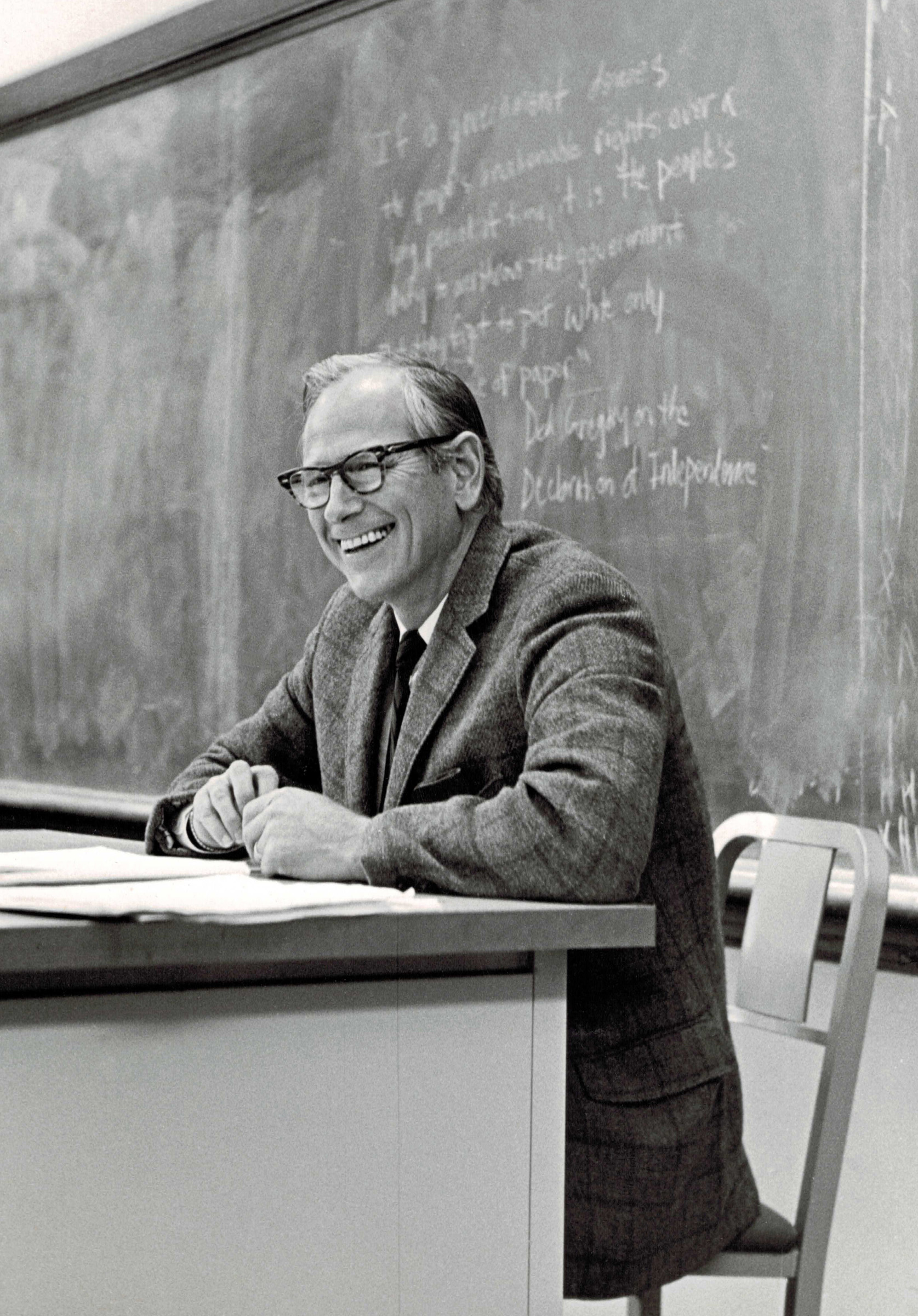
예일 대학교 정치학 강의에서의 로버트 A. 달

로버트 앨런 달(Robert Alan Dahl, 1915년 12월 17일 ~ 2014년 2월 5일)은 미국의 정치학자이자 예일 대학교 명예교수이며 스털링 교수이다. 1940년 예일 대학교에서 정치학 박사 학위를 받았다. 그는 미국정치학회 전 회장이며 Manuscript Society 명예회원이다. 1998년에는 하버드 대학교에서 명예법학박사 학위를 받았다. 그는 민주주의 관련 이론에 중요한 기여를 하였다.

## 같이 보기
- 민주주의
- 다원주의 (정치이론)